# Combate del Cordón
El Combate del Cordón o Combate del Cardal, librado el 20 de enero de 1807, fue el principal enfrentamiento entre las fuerzas de defensa de Montevideo y las tropas británicas en ocasión de iniciarse el sitio de Montevideo de 1807, durante la segunda invasión inglesa al Río de la Plata. La victoria británica sobre fuerzas inferiores en número, armamento y entrenamiento, permitió consolidar el sitio y asegurar en corto tiempo la caída de la plaza.

## Invasiones Inglesas
En el marco de las Guerras Napoleónicas el 19 de enero de 1806 una fuerza expedicionaria al mando del general David Baird y el comodoro Home Riggs Popham finalizaba con éxito la conquista del Cabo de Buena Esperanza, tras lo cual Popham encabezó un ataque a Buenos Aires, capital del Virreinato del Río de la Plata.
El 25 de junio las fuerzas comandadas por William Carr Beresford desembarcaban en Quilmes (Buenos Aires) y el 27 de junio ocupaban la ciudad.
El 12 de agosto Santiago de Liniers al mando de milicias de Buenos Aires auxiliadas por tropas de Montevideo recuperaban la ciudad. Popham conservaba el control del Río de la Plata y bloqueaba sus puertos a la espera de refuerzos.
A raíz de la conducta del Virrey Rafael de Sobremonte durante la conquista, que se achacaba a incapacidad o cobardía, el cabildo de Buenos Aires le impidió volver a su puesto en la capital, quedando Liniers al frente del mando militar, mientras que Sobremonte se dirigía a la Banda Oriental con unos 2500 hombres reclutados en Córdoba.

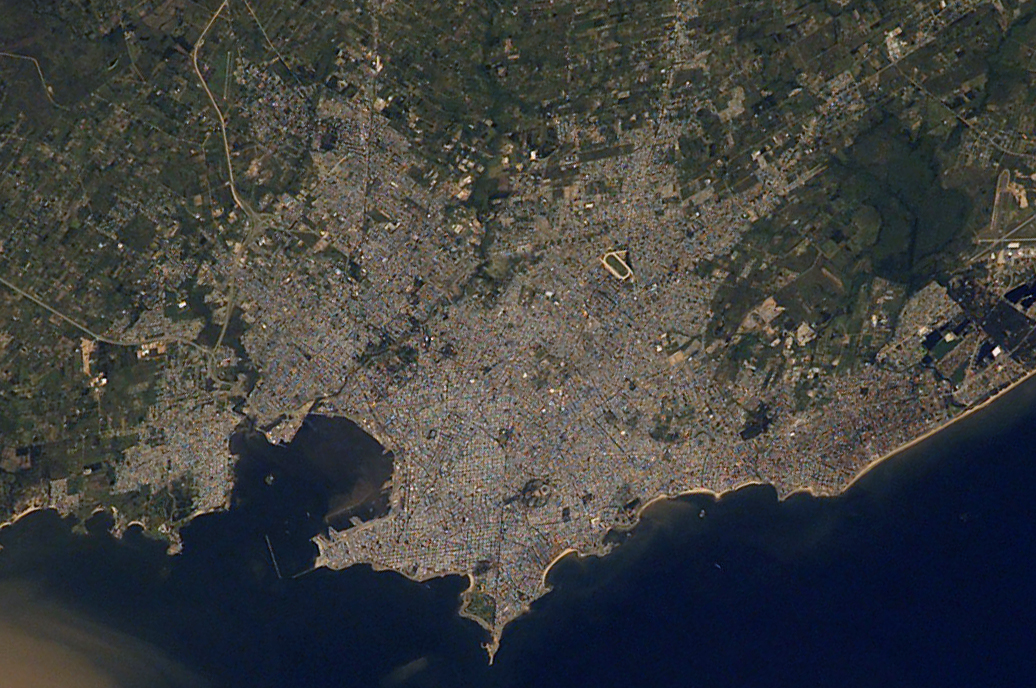
Imagen satelital de Montevideo.

Sin embargo, el cabildo de Montevideo rechazó también al virrey y puso la defensa al mando directo del gobernador de la ciudad, Pascual Ruiz Huidobro, por lo que Sobremonte se estableció fuera de la ciudad con sus tropas.
Al tenerse noticias en Londres del éxito de la expedición, el 22 de septiembre se dispuso el envío de un nuevo ejército al mando del vicealmirante Charles Stirling y el general Samuel Auchmuty para consolidar y expandir la conquista.

### Segunda Invasión
Los primeros refuerzos, entre ellos el Regimiento n.º 47 de Infantería, llegaron del Cabo en octubre, y el 29 de ese mes los británicos desembarcaron en Maldonado y en la isla Gorriti, enclaves que tres días después ya controlaban.

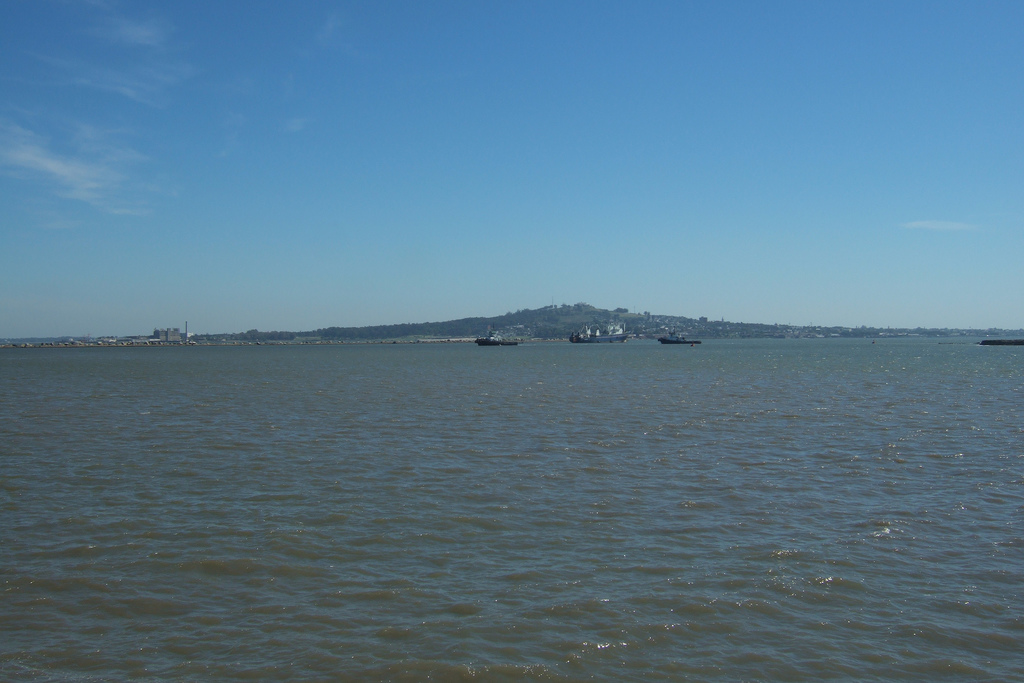
El Cerro de Montevideo visto desde la entrada de la bahía.

El 5 de enero de 1807 llegaba al Río de la Plata la escuadra invasora inglesa, conduciendo el grueso de las tropas al mando de Auchmuty, acompañada por un centenar de mercantes conintención de acceder al mercado del Plata.
El 14 de enero la flota se desplegó frente a Montevideo y el 16 de enero Auchmuty desembarcó a 10 kilómetros de esa plaza, en la zona de la playa del Buceo, muy cerca del sitio en el que se apostaba la fuerza de Sobremonte, quien envió sólo un pequeño destacamento de caballería, que se dispersaron tras una muy débil resistencia, mientras Sobremonte llevaba su campamento hacia el oeste, a la zona del arroyo Miguelete.
Ruiz Huidobro contaba con una guarnición de sólo 3000 hombres, pero las fortificaciones, si bien parcialmente inconclusas, permitían plantear una estrategia defensiva hasta la llegada de refuerzos.
Sin embargo, pese a la oposición del Cabildo y a no estar convencido él mismo, presionado por el pueblo y parte de la tropa el gobernador ordenó efectuar el 20 de enero de 1807 una salida general contra las posiciones inglesas.

### Despliegue y fuerzas intervinientes
Tras rechazar al destacamento de Sobremonte, los británicos se habían establecido el lunes 19 de enero en una loma entre Tres Cruces y la actual Avenida Rivera, aproximadamente en la línea de la actual Bulevar Gral. Artigas frente a la entrada del actual parque José Battle y Ordóñez y a 3,5 km de la Ciudadela. 
Desde allí el comandante británico destacó patrullas por el actual barrio del Cordón, un terreno de quintas con montes de duraznos y altos maizales limitados en los caminos por cercos de tuna.
Las fuerzas españolas, 2362 hombres en su inmensa mayoría milicianos de la ciudad, estaban al mando de Lecocq, siendo su segundo el teniente coronel Francisco Javier de Viana.
La vanguardia (334 hombres) estaba compuesta de 2 compañías de Miñones (al mando del teniente de navío José Obregón) y 1 compañía del Real Cuerpo de Marina (al mando del teniente de navío José Corvera).
El ala izquierda (690) comandada por el sargento mayor Juan Antonio Martínez estaba integrada por el Regimiento Fijo de Montevideo (270 veteranos), 60 marineros, la 1.º Compañía de Cazadores Voluntarios de Montevideo (Mateo Magariños, 60 hombres), el Tercio de Húsares del Gobierno (300 hombre al mando de Hipólito Mordeille) y 3 cañones al mando del capitán Colombo.

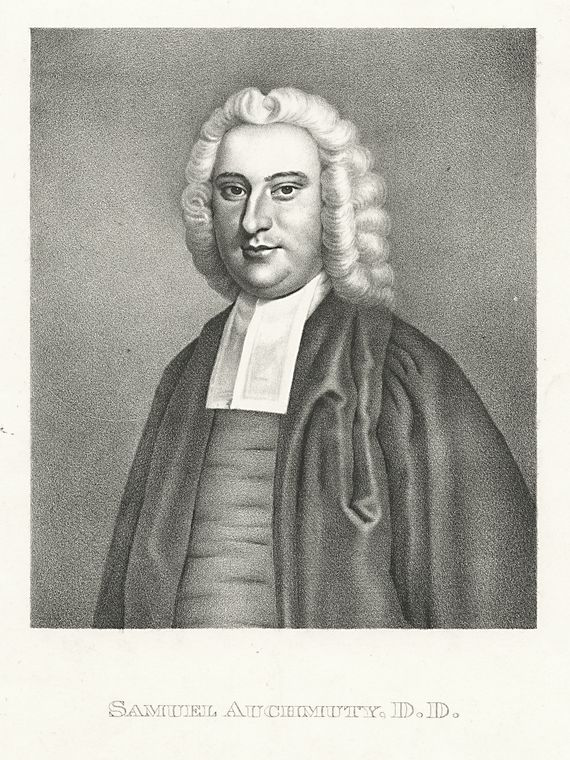
Samuel Auchmuty.

El centro del dispositivo, consistía de 650 hombres al mando del comandante Juan Francisco García de Zúñiga, y estaba formado por el batallón de Milicias de Montevideo y 2 cañones.
La columna derecha (688 hombres al mando del coronel Agustín José de Pinedo estaba formada por el Regimiento de Infantería de Buenos Aires (260 hombres), la 1.º Compañía de Blandengues de Montevideo (88), el escuadrón de milicianos de la provincia de Córdoba (100) y el del Paraguay (130), la 1.º Compañía de Cazadores Voluntarios de Montevideo (70 hombres al mando del sargento mayor Nicólas de Vedia), la 1.º Compañía de Voluntarios del Yi y Cerro Largo (40) y un obús.
Por su lado, las fuerzas británicas sumaban un total de 5000 hombres al mando del brigadier general Sir Samuel Auchmuty, quien tenía por segundo al brigadier general William Lumley.
El ala derecha comandada directamente por Lumley estaba compuesta por el segundo batallón del Regimiento n.º 95 de Rifleros (mayor Gardner) y el Batallón Ligero (teniente coronel Brownigg) y se acodaba sobre la actual Avenida Ocho de Octubre, cerca de Tres Cruces.

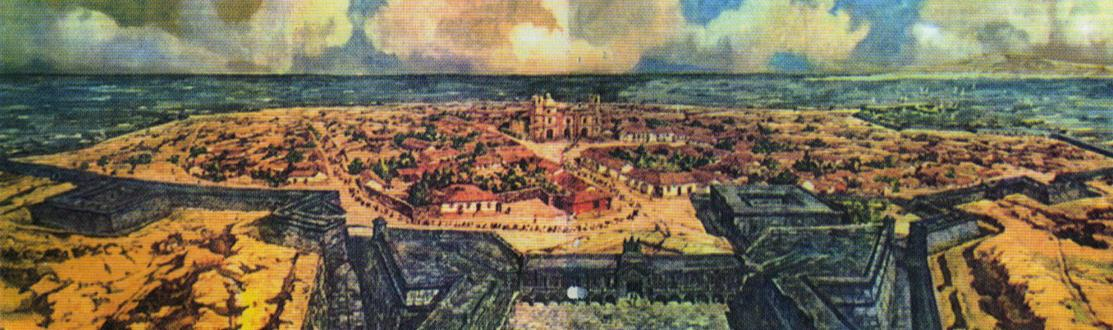
Vista de Montevideo, fines.

El centro comandado por el teniente coronel Thomas Joseph Backhouse sumaba al Regimiento n.º 47 (Backhouse), n.º 38 (Staffordshire) (teniente coronel Spencer Thomas Vassal) y n.º 87 (Royal Irish Fusiliers) (teniente coronel Sir Edward Butler) y se desplegaba en el actual parque José Batlle y Ordóñez.
Finalmente, el ala izquierda británica estaba al mando del coronel Gore Browne y consistía en las fuerzas del Regimiento n.º 40 (Somersetshire) (mayor Campbell) acodado sobre el Camino Real (actual Avenida Rivera).

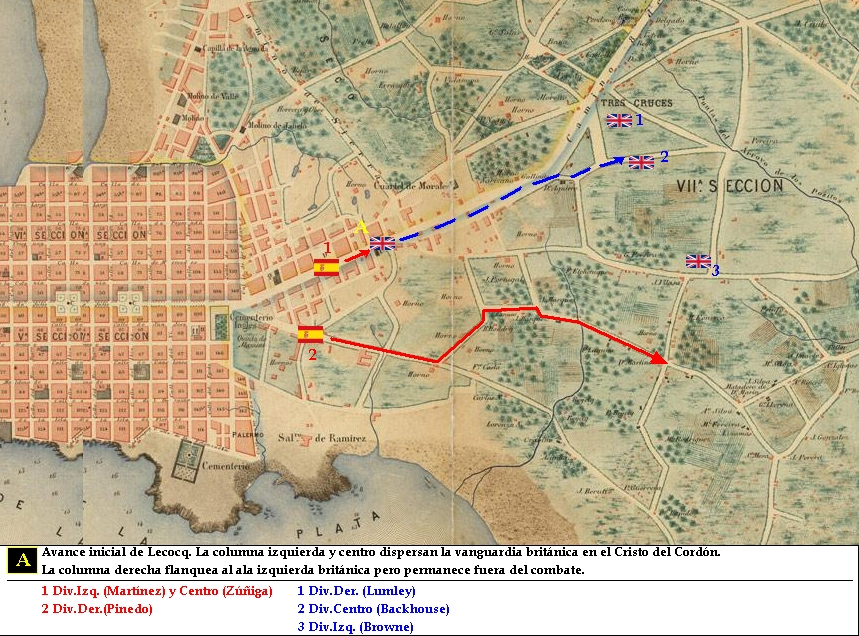
Combate del Cordón, 1.º fase (sobre plano de 1867).

### La batalla
A las 7 de la mañana del 20 de enero Lecoq inició el avance en tres columnas por la Calle del Cordón, actual Avenida 18 de Julio, con el objetivo de arrollar el flanco izquierdo de los británicos y aislar al ejército sitiador separándolo de la escuadra.
En las cercanías del Santo Cristo del Cordón, una imagen que estaba entonces al costado del camino, donde hoy está la Universidad, se produjo el primer choque con la vanguardia británica, unos 400 hombres, dando comienzo el llamado Combate del Cordón o del Cardal.
La vanguardia y el centro de Lecocq hizo retroceder a la vanguardia inglesa mientras la columna derecha española intentaba flanquear con la escasa caballería el ala izquierda británica marchando en paralelo a la costa (por la actual calle Encina torciendo luego por la calle Brasil).
Lecocq reinició el avance por el Camino Real buscando el flanco izquierdo británico pero el coronel Browne con tres compañías del Regimiento 40.º al mando del mayor Campbell consiguió estabilizar el frente mientras el general Lumley desplegaba a las compañías de Rifleros (Regimiento 95.º) y del Batallón Ligero en forma paralela al camino seguido por la columnas españolas para que se infiltraran por los maizales y cayeran sobre el flanco izquierdo de los defensores. El movimiento no fue advertido por los españoles hasta que las tropas emboscadas y a buen recaudo abrieron fuego a quemarropa causando una matanza.

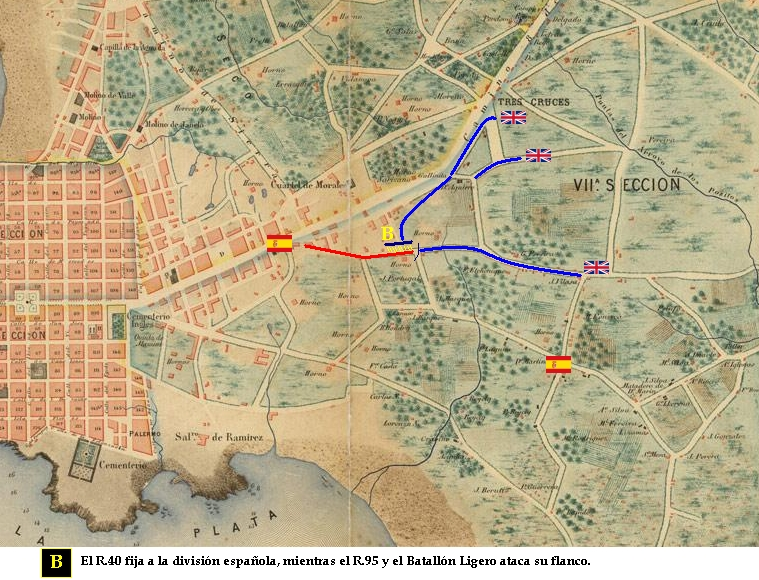
Combate del Cordón, 2.º fase (sobre plano de 1867).

Atacados por el frente por Browne, destrozados por el fuego de flanco y habiendo sufrido cientos de bajas, Lecocq ordenó la retirada a la ciudad, quedando los británicos dueños del campo.
La caballería con la excusa de que no podían acercarse por los cercos de tuna, se retiró al campamento de Las Piedras donde la mayor parte desertó mientras el resto permanecía sin intervenir en la campaña final.
Todos los oficiales ingleses elogiaron el valor de la infantería criolla cuando tuvo ocasión de combatir, en el primer choque con la vanguardia y el regimiento 40.º. Las cifras de bajas son muy variables, pero la media permiten estimar las pérdidas españolas en 800 hombres: 200 muertos, 400 heridos y 200 prisioneros, más la pérdida de un cañón y gran número de fusiles, mientras que los ingleses tuvieron 149 bajas en total, 1 oficial y 19 soldados muertos y seis oficiales y 123 soldados heridos.

### Consecuencias
El parte de Auchmuty respecto de la acción afirmaba que "Las consecuencias de este combate fueron mayores que la acción en sí. En vez de encontrarnos rodeados de caballería y en guerrilla continua, muchos de los habitantes del país se separaron y se retiraron a sus pueblitos, y se nos permitió con toda calma iniciar el sitio."

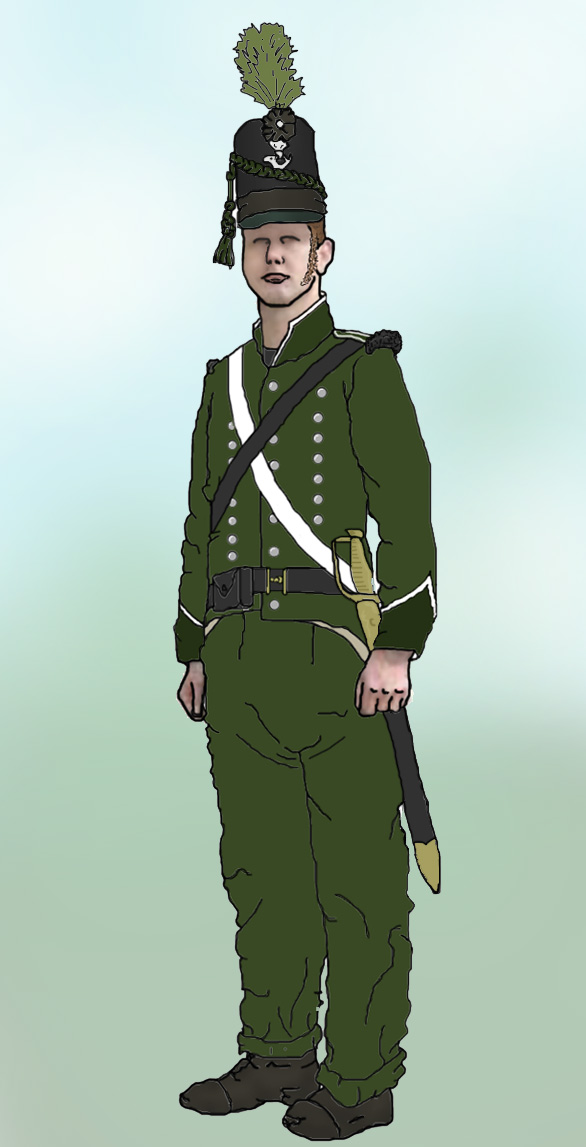
Soldado del Regimiento n.º 95 (1815).

Pocos días después caía Montevideo Plaza fuerte y Real Apostadero Naval tras sólo 18 días de sitio. Pese a la derrota, el destino de la ciudad se resolvería en Buenos Aires.
Tras ocupar en marzo Colonia del Sacramento y vencer el 7 de junio en el Combate de San Pedro a las fuerzas enviadas por Buenos Aires, el 17 de ese mes las tropas británicas al mando de John Whitelocke se dirigieron a la banda occidental del río y tras desembarcar el 28 en Ensenada de Barragán y desbaratar la escasa resistencia, el 4 de julio iniciaron el sitio a la ciudad.
Tras vencer al español Liniers en el combate de Miserere, el 5 de julio los invasores ingleses iniciaron el asalto a la ciudad, que culminaría en una completa victoria de las milicias que la defendían y la capitulación del ejército invasor el 7 de julio, una de cuyas cláusulas obligó a evacuar la Banda Oriental con la plaza fuerte de Montevideo y Apostadero Naval, lo que se hizo efectivo el 9 de septiembre de ese año.
El Times de Londres diría al dar a conocer el resultado de la expedición que "El ataque sobre Buenos Aires ha fracasado y hace ya tiempo que no queda un solo soldado británico en la parte española de Sudamérica. Los detalles de este desastre, quizás el más grande que ha sufrido este país desde la guerra revolucionaria, fueron publicados ayer en un número extraordinario".